# Bayecourt
Bayecourt – miejscowość i gmina we Francji, w regionie Grand Est, w departamencie Wogezy.
Według danych na rok 1990 gminę zamieszkiwało 215 osób, a gęstość zaludnienia wynosiła 31 osób/km² (wśród 2335 gmin Lotaryngii Bayecourt plasuje się na 830. miejscu pod względem liczby ludności, natomiast pod względem powierzchni na miejscu 837.).